# Abadia de Pontigny
A Abadia de Pontigny (em francês:  Abbaye de Pontigny) é um mosteiro da Ordem de Cister localizada em Pontigny, Ducado da Borgonha, França.

Pontigny foi uma das quatro fundações derivadas da abadia principal de Cister, junto com  Claraval, La Ferté e Morimond.